# Olena Kryvytska
Olena Serhijivna Kryvytska (ukrainska: Олена Сергіївна Кривицька), född 23 februari 1987, är en ukrainsk fäktare som tävlar i värja.

## Karriär

### 2007–2013
Vid sommaruniversiaden 2007 i Bangkok tog Kryvytska guld i lagtävlingen i värja tillsammans med Jana Sjemjakina, Olha Partala och Olena Rejzlina. Vid sommaruniversiaden 2009 i Belgrad tog hon återigen guld i lagtävlingen i värja tillsammans med Anfisa Potjkalova, Jana Sjemjakina och Olha Petriuk. Vid sommaruniversiaden 2011 i Shenzhen tog Kryvytska silver i värja efter en finalförlust mot franska Lauren Rembi.
Vid olympiska sommarspelen 2012 i London blev Kryvytska utslagen i sextondelsfinalen i värja av rumänska Anca Măroiu. Hon var även en del av Ukrainas lag tillsammans med Ksenija Panteljejeva, Jana Sjemjakina och Anfisa Potjkalova som slutade på åttonde plats i lagtävlingen i värja. Vid sommaruniversiaden 2013 i Kazan tog Kryvytska brons i lagtävlingen i värja tillsammans med Ksenija Panteljejeva, Anfisa Potjkalova och Anastasija Ivtjenko.

### 2015–2025
Vid VM 2015 i Moskva tog Kryvytska brons i lagtävlingen i värja tillsammans med Ksenija Panteljejeva, Anfisa Potjkalova och Jana Sjemjakina. Vid olympiska sommarspelen 2016 i Rio de Janeiro blev hon utslagen i åttondelsfinalen i värja av franska Lauren Rembi. Kryvytska var även en del av Ukrainas lag tillsammans med Ksenija Panteljejeva, Anfisa Potjkalova och Jana Sjemjakina som slutade på åttonde plats i lagtävlingen i värja. Vid VM 2017 i Leipzig tog hon brons i värja. Vid VM 2019 i Budapest tog Kryvytska återigen brons i värja. Vid militära världsspelen 2019 i Wuhan tog hon silver i lagtävlingen i värja tillsammans med Dzjoan Fejbi Bezjura, Inna Brovko och Alina Komasjtjuk.
Vid olympiska sommarspelen 2020 i Tokyo, som arrangerades 2021, blev Kryvytska utslagen i sextondelsfinalen i värja av polska Renata Knapik-Miazga. Vid olympiska sommarspelen 2024 i Paris blev hon utslagen i kvartsfinalen i värja av hongkongska Vivian Kong. Kryvytska var även en del av Ukrainas lag tillsammans med Dzjoan Fejbi Bezjura, Vlada Charkova och Darja Varfolomejeva som slutade på sjätte plats i lagtävlingen i värja. Vid EM 2025 i Genua tog hon guld i lagtävlingen i värja tillsammans med Inna Brovko, Anna Maksymenko och Vlada Charkova efter att de besegrat Schweiz i finalen.